# Lotosblume
Lotosblume – dwudziesty album muzyczny niemieckiego zespołu muzycznego Die Flippers. Płyta wydana została w roku 1989.

## Lista utworów
1. Lotosblume – 3:44
2. Wenn die wilden Kirschen blühen in Catania – 3:37
3. Moskau im Regen – 3:35
4. Wenn der Sommerwind... – 3:44
5. Liebe die wie Feuer brennt – 3:27
6. Durch das Tal der bunten Blumen – 3:03
7. Arrivederci Maria – 3:23
8. Mit Dir will ich... – 3:24
9. Mädchen mit den traurigen Augen – 3:20
10. Jede Stund mit Dir – 3:09
11. Herzen brauchen Zärtlichkeit – 3:30
12. Und in der Nacht – 3:19